# Mesochorus turbidus
Mesochorus turbidus là một loài tò vò trong họ Ichneumonidae.